# هارولد وست
هارولد وست (انگلیسی: Harold West) قایقران روئینگ اهل بریتانیا بود.
از افتخارات وی میتوان به کسب مدال مدال نقره در بازی‌های المپیک تابستانی ۱۹۲۸ اشاره کرد.